# Simon Vella
Simon Vella (Londra, 19 settembre 1979) è un ex calciatore maltese, di ruolo difensore.

## Carriera

### Club
Ha giocato con squadre inglesi e scozzesi.

### Nazionale
Ha collezionato 6 presenze con la propria Nazionale, giocandoci dal 2002 al 2003.